# José Eduardo Carreira Alvim
José Eduardo Carreira Alvim é um ex-Desembargador federal, ex-Professor universitário e Palestrante no País e no Exterior. 
Nasceu em Teixeiras, Minas Gerais. Fez seus primeiros estudos em Ubá-MG, no Colégio Estadual Raul Soares e terminou o curso secundário no Colégio de Viçosa, Minas Gerais. Bacharelou-se em Direito pela Faculdade de Direito da Universidade Federal de Minas Gerais (UFMG), onde também colou o grau como Doutor em Direito Civil.
Foi Supervisor Administrativo e Técnico-Jurídico da Faculdade de Direito da UFMG; Secretário-Geral da Faculdade de Farmácia, também na UFMG; Consultor Jurídico da Coordenação do Desenvolvimento de Brasília (CODEBRÁS); Assessor e Consultor Jurídico da Secretaria de Planejamento da Presidência da República (SEPLAN-PR); e Conselheiro da Fundação Alexandre de Gusmão, vinculada ao Ministério das Relações Exteriores (MRE).
Na Faculdade de Direito da UFMG, foi Professor-Assistente Interino do Departamento de Assistência Judiciária (DAJ), nas áreas de Direito Civil, Direito Penal, Direito Administrativo, Direito Comercial e Direito do Trabalho; Orientador Forense nas áreas de Direito Civil e Direito Processual Civil; e professor do curso de extensão em Organização Judiciária e Ética Profissional.
No Centro de Ensino Unificado de Brasília (CEUB), hoje UniCEUB, e na Pontifícia Universidade Católica do Rio de Janeiro (PUC-Rio), foi professor na área de Direito Processual Civil, tendo lecionado, também, Direito Romano e Direito Civil na PUC-Rio.
Participante da Comissão de Estudos para alterações do Código de Processo Civil de 1973, J. E. Carreira Alvim possui extensa relação de palestras proferidas, entre as quais “Os Direitos e Deveres do Advogado”; “Os crimes contra a Administração Pública”; “Os Pressupostos Processuais”; e “Os Pressupostos Processuais e as Condições da Ação”.
Foi aprovado nos concursos para Advogado de Ofício da Justiça Militar do Estado de Minas Gerais, Juiz de Direito do Estado de Minas Gerais, Juiz do Trabalho da 3ª Região (MG), além de Procurador da República, tendo atuado na Subprocuradoria-Geral da República, em Brasília, antes de ingressar na magistratura federal.
Foi um dos fundadores da ANPR (Associação Nacional dos Procuradores da República), em 1973, tendo ocupado cargo na sua primeira Diretoria. 
Ingressou na magistratura federal em 1987, vindo a ocupar a titularidade da 19ª Vara da Seção Judiciária do Rio de Janeiro. Em 01/07/1993 foi promovido, pelo critério de merecimento, para desembargador federal do Tribunal Regional Federal da 2ª Região – TRF2, compondo a 1ª e 2ª Turmas. No biênio 2001-2003 exerceu o cargo de Diretor Geral da Escola de Magistratura Federal (EMARF).
Em 2000, tomou posse como Diretor de Revista da Associação dos Juízes Federais do Brasil (AJUFE), durante o biênio 2000-2002, tendo sido o mentor da atual revista da entidade "Revista de Direito Federal".
Foi Vice-Presidente do Tribunal Regional Federal da 2ª Região, vindo a se aposentar em 3/8/2010.
Em 2006, como coordenador do Instituto de Pesquisa e Estudos Jurídicos (IPEJ), em parceria com um órgão da ONU (Organização das Nações Unidas), organizou e realizou um evento em Buenos Aires, cujo tema foi "Os desafios da Corrupção", onde atuaram como debatedores juristas brasileiros e estrangeiros, tendo sido realizado em homenagem do professor e ministro da Suprema Corte da Argentina, Eugenio Raúl Zaffaroni, um dos maiores ícones do Direito Penal no mundo. A este evento, compareceram, como convidados, os ministros Peçanha Martins, Eliana Calmon e Gilson Dipp, do Superior Tribunal de Justiça, e o ministro Cezar Peluso, do Supremo Tribunal Federal.
Em 2007, foi vítima de uma armação da Polícia Federal (Élzio Vicente da Silva), batizada de "Operação Hurricane", com a cumplicidade do Ministério Público (procurador-geral da República, Antônio Fernando de Souza) e do Supremo Tribunal Federal (ministro César Peluso), para que não fosse eleito presidente do TRF-2, quando era o candidato natural, e, com base nesse "dossiê de mentiras, falsidades e 'montagens'", foi denunciado, vindo a ser absolvido dessa acusação pelo Tribunal Regional Federal da 2ª Região, 16 anos depois, por absoluta falta de provas do cometimento dos fatos que lhe foram imputados. Infelizmente, ninguém foi punido por esses absurdos comportamentos.  
Para contar a verdade do que ocorreu, e mostrar toda a armação que estava por detrás dessas atitudes, envolvendo três das mais importantes instituições do País (PF, PGR e STF), J. E. Carreira Alvim escreveu um livro intitulado "Operação Hurricane: Um juiz no olho do furacão", editado, originalmente, pela Geração Editorial (SP), estando sendo reeditado pela Juruá Editor (PR), sob o título "Operação Hurricane: Um juiz no olho do furacão. O Desfecho de uma trama perversa", em que acrescenta mais um Capítulo 10, noticiando a sua absolvição pelo TRF-2, além de outros aspectos sobre o mesmo tema. 

## Obras publicadas
- Teoria Geral do Processo (Forense)
- Código de Processo Civil Reformado (Forense)
- Novo Agravo (Forense)
- Processo Monitório (Juruá)
- Procedimento Sumário (Del Rey)
- Tutela Antecipada (Juruá)
- Ação Monitória e Temas Polêmicos da Reforma Processual
- Tutela Específica das Obrigações de Fazer e Não Fazer e Entregar Coisa
- Direito na Doutrina I (Juruá)
- Direito na Doutrina II (Juruá)
- Direito na Doutrina III (Juruá)
- Tratado Geral de Arbitragem (Mandamentos)
- Lei dos Juizados Especiais Cíveis e Criminais Comentada e Anotada (coautoria) (Lumen Juris)
- Habeas Data (Juruá)
- Comentários à Lei de Arbitragem (Lumen Juris)
- Juizados Especiais Federais (Juruá)
- CPC Retrospectivo (Juruá)
- Juizados Especiais Estaduais (Juruá)
- Alterações do Código de Processo Civil
- Comentários ao Código de Processo Civil de 2015 em 15 volumes (Juruá)
- Manual de Processo Civil com objetivos práticos em 5 volumes (Juruá)
- Operação Hurricane – Um Juiz no Olho do Furacão (Geração Editorial)

## Trabalhos publicados
- Teoria Geral dos Títulos de Crédito
- O Divórcio no Direito Francês
- O Mandado de Segurança
- Da Responsabilidade de Terceiros
- Títulos da Dívida Agrária – Caução Judicial para Efeito de Liminar – Substituição dos Depósitos em Dinheiro por TDAs
- Jurisprudência – Necessidade de uma Reflexão
- Ação Civil Pública como Instrumento de Defesa e Proteção do Patrimônio Público, do Meio Ambiente e de Outros Interesses Difusos e Coletivos
- A Correção Monetária do Balanço e seus Reflexos nas Obrigações Fiscais da Empresa
- A Perícia nos Processos em que é Parte a Fazenda Pública
- A Medida Provisória como mecanismo de veiculação da Lei Temporária
- O Precatório e o Crédito de Natureza Alimentar
- Liquidação de Sentença à Luz das Modificações Introduzidas no CPC pela Lei n.º 8.898/94
- Medidas Cautelares Satisfativas
- Antecipação da Tutela na Reforma Processual
- A Cobrança Judicial do Imposto Territorial Rural (ITR)
- Assistência Litisconsorcial no Mandado de Segurança contra Ato Judicial
- A Responsabilidade pelo Aditamento das Despesas
- Ação Civil Pública
- Tutela Específica e Tutela Assecuratória na Reforma Processual
- As Funções do Estado Moderno
- As Responsabilidades Civil e Penal no Direito Comparado
- Elementos de Teoria Geral do Processo, publicado pela Editora Forense
- Questões Jurídicas na Justiça Federal – obra em fase de conclusão
- Código de Processo Civil Reformado
- Novo Agravo
- Procedimento Monitório
- Procedimento Sumário na Reforma Processual
- Tutela Antecipada na Ação de Reparação do Dano
- Ação Monitória e Temas Polêmicos da Reforma Processual
- Tutela Específica das Obrigações de Fazer e Não Fazer na Reforma Processual.

## Prêmios e distinções
- Diploma de Honra ao Mérito, concedido de Departamento de Assistência Judiciária da Faculdade de Direito da Universidade Federal de Minas Gerais.
- Diploma de Honra ao Mérito, concedido pelo Clube Forense de Belo Horizonte.
- Epônimo da Sala Carreira Alvim do Departamento de Assistência Judiciária da Faculdade de Direito da UFMG.
- Epônimo da Turma de Bacharelandos do Centro de Ensino Unificado de Brasília (CEUB), atual UniCEUB.
- Indicado para a Cadeira nº 131 (patrono Eduardo Couture) da Academia de Ciências Políticas e Sociais.
- Medalha de Mérito Judiciário Militar, outorgada pelo Superior Tribunal Militar.
- Medalha da Inconfidência, outorgada pelo Governo de Minas Gerais.